# Ladder van Lansink

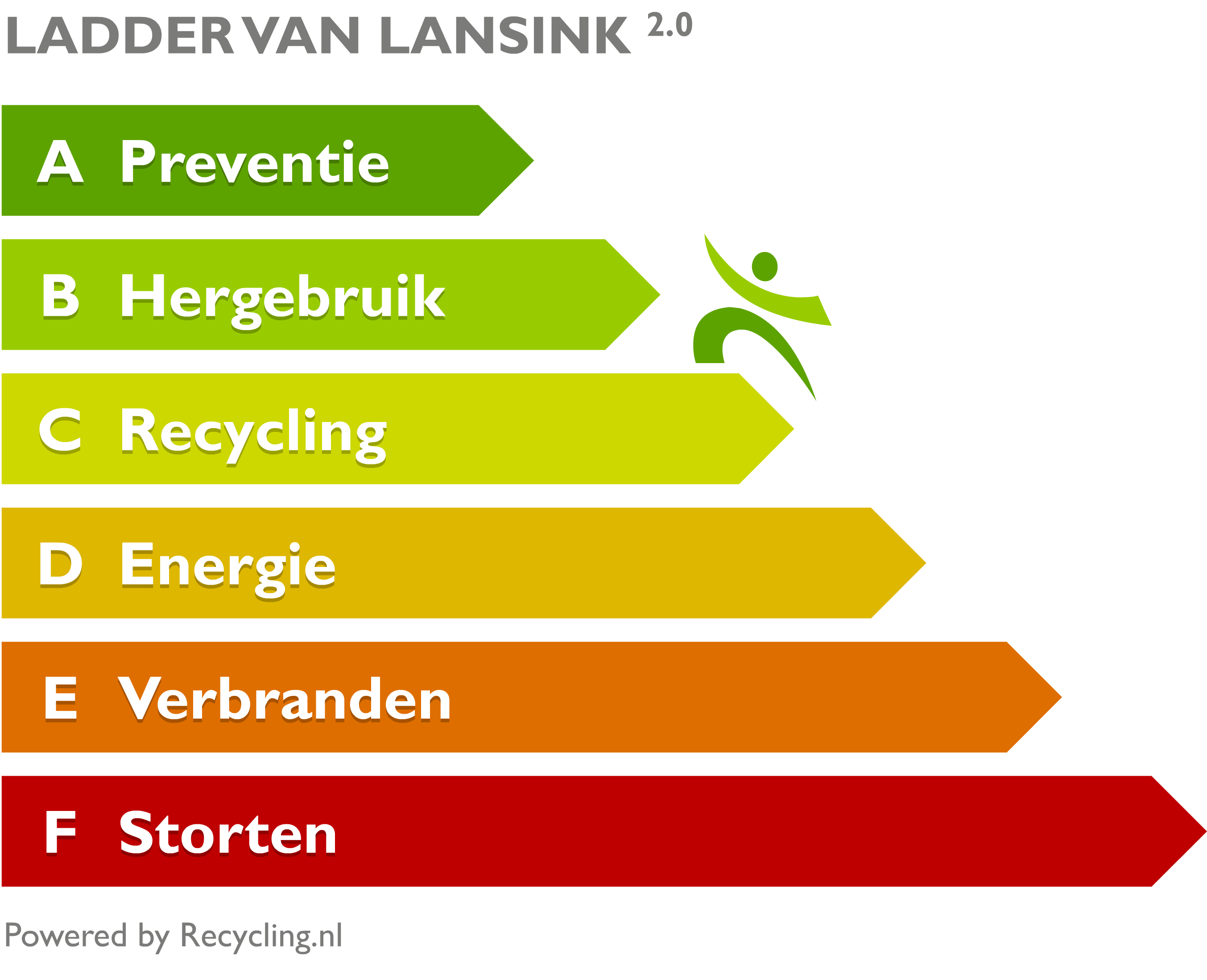

De Ladder van Lansink is een standaard op het gebied van afvalbeheer. De standaard is genoemd naar de Nederlandse politicus Ad Lansink, die in 1979 in de Tweede Kamer een motie voor deze werkwijze indiende. Internationaal wordt het algemene principe achter de Ladder van Lansink vaak aangeduid met de term "afvalhiërarchie".
Het afvalbeleid is erop gericht prioriteit te geven aan de milieuvriendelijkste verwerkingswijzen. Deze staan bovenaan de 'ladder'. Het beleid van de overheid moet erop gericht zijn zo veel mogelijk afval de Ladder van Lansink te laten 'beklimmen'. In de praktijk betekent dit dat altijd zal worden gekeken of een bepaalde stap gerealiseerd kan worden. Pas indien dit niet het geval is zal een volgende, lagere stap in aanmerking komen.
De Ladder van Lansink is opgebouwd uit de volgende 'treden':
- preventie
- hergebruik
- sorteren en recyclen
- verbranden
- storten

## Nederland
In het Landelijk afvalbeheerplan 2002 - 2012 (LAP) is de indeling verfijnd:
- kwantitatieve preventie: het ontstaan van afvalstoffen wordt voorkomen of beperkt
- kwalitatieve preventie: bij het vervaardigen van stoffen, preparaten of andere producten wordt gebruikgemaakt van stoffen en materialen die na gebruik van het product geen of zo min mogelijk nadelige gevolgen voor het milieu veroorzaken
- nuttige toepassing door producthergebruik: stoffen, preparaten, of andere producten worden na gebruik als zodanig opnieuw gebruikt
- nuttige toepassing door materiaalhergebruik: stoffen en materialen waaruit een product bestaat worden na gebruik van het product opnieuw gebruikt
- nuttige toepassing als brandstof: afvalstoffen worden toegepast met een hoofdgebruik als brandstof of voor een andere wijze van energieopwekking
- verbranden als vorm van verwijdering: afvalstoffen worden verwijderd door deze te verbranden op het land
- storten: afvalstoffen worden gestort

Bij een gegevensdrager met vertrouwelijke gegevens wordt soms de voorkeur gegeven aan recycling boven hergebruik. Onderzocht wordt in hoeverre afdoende wissen van gegevens mogelijk is, zodat een hergebruiker daar geen inzage in kan hebben.

## België
In België zijn de gewesten bevoegd voor het afvalbeleid. Dat zijn respectievelijk de Openbare Vlaamse Afvalstoffenmaatschappij, Leefmilieu Brussel en het het Office Wallon des déchets.  
Het Vlaams Gewest presenteert de prioriteitenladder als een omgekeerde piramide: 1) preventie, 2) hergebruik, 3) recycleren, 4) nuttige toepassing, 5) verwijdering, met storten als laatste optie. Het vierde Afvalplan van het Brussels Hoofdstedelijk Gewest verduidelijkte en institutionaliseerde de hiërarchie van een afvalbeheer ook op 5 niveaus: preventie, gevolgd door voorbereiding voor hergebruik, daarna recyclage, vervolgens nuttige toepassing en in laatste instantie eliminatie (verbranden of storten).